# Franz Claus
Pour les articles homonymes, voir Claus.
Franz Claus (né le 11 septembre 1895 à Kastellaun et mort le 22 mars 1958 à Simmern/Hunsrück) est un homme politique allemand (FDP).

## Biographie
Après avoir étudié à l'école secondaire, Claus suit une formation d'ingénieur au Rheinisches Technikum de Bingen de 1918 à 1920, puis travaille comme ingénieur électricien indépendant à Simmern. De 1938 à 1945, il est enrôlé et envoyé au chantier naval de Wilhelmshaven. Après la fin de la guerre, il travaille de nouveau comme ingénieur électricien.

## Politique
Claus est membre du DVP avant 1933. De 1925 jusqu'à l'arrivée au pouvoir des nationaux-socialistes en 1933, il est membre du conseil de l'arrondissement de Simmern (Hunsrück). À l' époque du national-socialisme, il ne peut pas continuer son travail politique. De 1935 à 1945, il est membre de l'Association nationale socialiste de technologie allemande et de 1938 à 1945 membre de la DAF.
Après 1945, il rejoint le LP, qui devient plus tard l'association régionale du FDP Rhénanie-Palatinat. En 1946, il est réélu au conseil de l'arrondissement de Simmern et devient membre du comité de l'arrondissement.
Claus est membre de l'Assemblée consultative de l'État de Rhénanie-Palatinat en 1946/47 et est ensuite membre du Landtag de Rhénanie-Palatinat jusqu'à sa mort. De 1951 à 1955, il est président de la commission de l'économie et de la reconstruction. En 1954, il est membre de la  2e assemblée fédérale.